# Erzbistum Barquisimeto
Das Erzbistum Barquisimeto (lat.: Archidioecesis Barquisimetensis, span.: Arquidiócesis de Barquisimeto) ist eine in Venezuela gelegene römisch-katholische Erzdiözese mit Sitz in Barquisimeto.

## Geschichte
Das Bistum Barquisimeto wurde am 7. März 1863 durch Papst Pius IX. mit der Apostolischen Konstitution Ad universam aus Gebietsabtretungen des Bistums Mérida errichtet und dem Erzbistum Caracas als Suffraganbistum unterstellt. Am 14. August 1867 wurde das Bistum Barquisimeto in Bistum Coro umbenannt. Bereits zwei Jahre später, am 22. Oktober 1869, erfolgte die Rückbenennung in Bistum Barquisimeto. Am 12. Oktober 1922 gab das Bistum Barquisimeto Teile seines Territoriums zur Gründung des Bistums Coro ab. Eine weitere Gebietsabtretung erfolgte am 7. Juni 1954 zur Gründung des Bistums Guanare.
Das Bistum Barquisimeto wurde am 30. April 1966 durch Papst Paul VI. mit der Apostolischen Konstitution Sedi Apostolicae zum Erzbistum erhoben. Am 7. Oktober 1966 gab das Erzbistum Barquisimeto Teile seines Territoriums zur Gründung des Bistums San Felipe ab. Eine weitere Gebietsabtretung erfolgte am 25. Juli 1992 zur Gründung des Bistums Carora.

## Ordinarien

### Bischöfe von Coro
- Victor José Díez Navarrete, 1868–1869

### Bischöfe von Barquisimeto
- Victor José Díez Navarrete, 1869–1893
- Gregorio Rodríguez y Obregón, 1894–1901
- Aguedo Felipe Alvarado Liscano, 1910–1926
- Enrique María Dubuc Moreno, 1926–1947
- Críspulo Benítez Fontúrvel, 1949–1966

### Erzbischöfe von Barquisimeto
- Críspulo Benítez Fontúrvel, 1966–1982
- Tulio Manuel Chirivella Varela, 1982–2007
- Antonio José López Castillo, 2007–2020
- Polito Rodríguez Méndez, seit 2024